# Ville Racine
Racine, ou Ville-Racine, est une ancienne ville de compagnie fondée en 1928 par la Aluminum Company of Canada afin d'héberger les employés travaillant sur la construction de la centrale hydroélectrique de Chute-à-Caron, érigée sur la rivière Saguenay, tout juste au nord de Kénogami.
En 1944, une fois la construction de la centrale terminée, Racine est annexée à la ville d'Arvida, également fondée par Alcan. Néanmoins, les habitants de Racine n'ont été relocalisés que vers la fin des années 1960s, quelques années avant la démolition de la ville. Vers le milieu des années 1980, seule l'ancienne salle communautaire subsistait toujours,,.